# Пардубице
Па́рдубице (устар. Пардубицы, чеш. Pardubice, нем. Pardubitz) — статутный город в центральной Чехии, административный центр Пардубицкого края и района Пардубице.

## Географическое положение
Пардубице располагается на берегу Эльбы — второй по величине реки в Чешской Республике, в неё на территории города впадает река Хрудимка. Пардубице раскинулся приблизительно на 15° восточной долготы и 50° северной широты. Город расположен в 100 км к востоку от столицы Праги, в 150 км к северо-западу от города Брно. Город находится в области низменности Эльбы в среднем на высоте 225 метров над уровнем моря. Его площадь составляет 78 км².

## История
Основан около 1340 года, но монастырь на месте Пардубице существовал и в начале XIII века. Большой вклад в развитие Пардубице внёс высочайший гофмейстер Чешского королевства Вилем II из Пернштейна, чьей резиденцией был этот малоизвестный прежде городок. Город бурно развивался в конце XV—XVI веков, однако во время Тридцатилетней войны пришёл в упадок.
В 1845 году по железной дороге в Пардубице пришёл первый паровоз. В дальнейшем, железная дорога способствовала экономическому развитию города в середине XIX века. В городе начали возникать промышленные предприятия, в частности, спиртовой завод, завод мельничных машин «Сыновья Йозефа Прокопа» и Фантов завод. В 1874 году состоялись первые соревнования Большого Пардубицкого стиппл-чейза, название которого сейчас известно во всем мире. 13 мая 1911 года оставил своё имя в истории инженер Ян Кашпар, осуществивший первый длительный перелет в Прагу. В Пардубицах, особенно после Первой мировой войны, происходило дальнейшее расширение промышленного производства.
После Мюнхенского договора 1938 года территория находилась под немецкой оккупацией. Во время Второй мировой войны город был значительно поврежден при налетах бомбардировщиков союзников. 
Так как здесь находился крупнейший ипподром в ЧССР, уже в 1970е годы увеличивается значение города как туристического центра (в том числе, международного туризма).
После 1989 года город продолжал развиваться и процветать. Прошли реконструкцию замок и его окрестности, были приведены в порядок жилые районы.

## Экономика

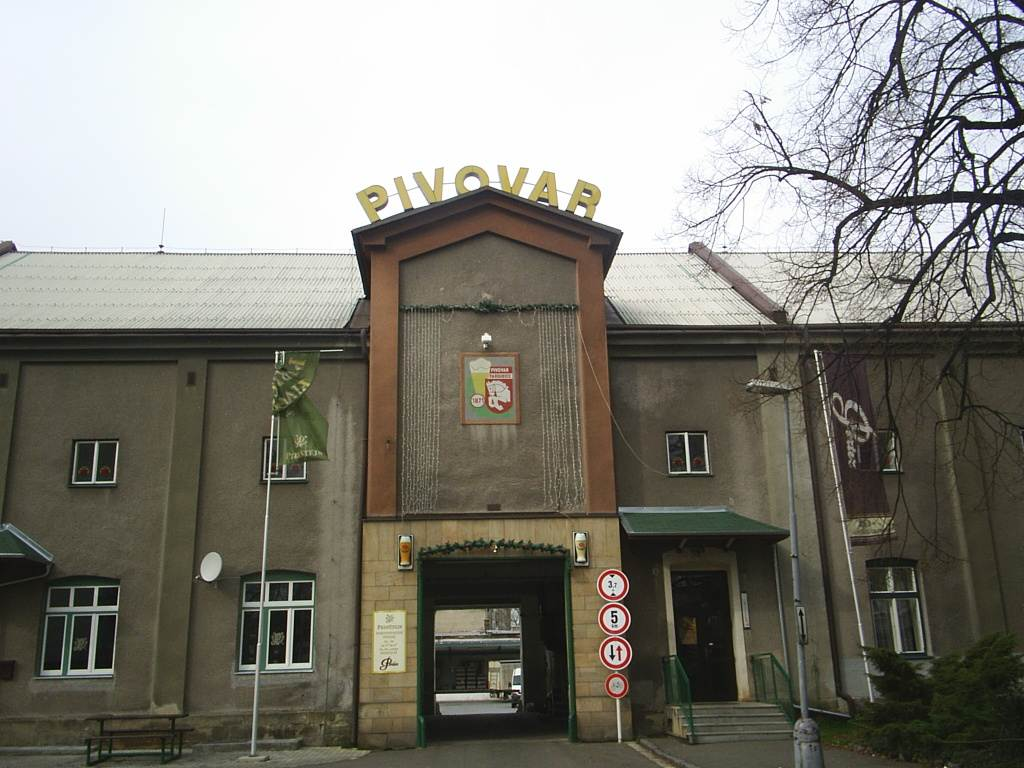
Пивоварня «Пернштейн»

Пардубице — важный промышленный центр. В городе представлены отрасли химической, машиностроительной и электротехнической промышленности. Химическую промышленность представляет в основном компания «Paramo», ранее известная как Фантов завод. До 2012 года «Paramo» была одной из крупнейших компаний своего рода в республике, но в течение года акционер решил значительно снизить темпы производства, и будущее компании «Paramo» в дальнейшем пока представляется неопределенным. Ещё одним представителем химической промышленности является компания «Explosia», которая разработала известное взрывчатое вещество Семтекс. Сегодня она главным образом ориентирована на производство целлюлозы, пигментов и красителей, и органических соединений. Другими известными компаниями являются «Panasonic» и открывшееся в июне 2000 года тайваньское предприятие по производству компьютерных комплектующих «Foxconn» (электротехника), АО «ERA» (пассивные радиолокационные системы) и пивоваренный завод «Pernštejn».
С 2011 года в городе функционирует центр по изучению и производству нанокомпозитных полимеров. 40% (10,5 млн крон) затрат на проект было получено от ЕС.

## Транспорт
Городской общественный транспорт: первые троллейбусы появились в городе в 1952 году. Потом происходило развитие данной транспортной отрасли и открытие новых участков. Машинный парк включает в себя низкопольные транспортные средства, транспортные средства, работающие на сжатом природном газе (CNG) и другие. Основной акцент делается главным образом на экологию. Транспорт часто обновляется, старые машины изымаются из эксплуатации. Общественный транспорт города Пардубице перевозит в год около 10 миллионов человек. Маршруты общественного транспорта проложены и в близлежащие населенные пункты, ведутся разговоры о регулярном маршруте до соседнего Хрудима или Градца-Кралова.
Железнодорожный транспорт: Пардубице является одним из важнейших железнодорожных узлов республики. Из Пардубице можно добраться как до многих городов в Чешской Республике, так и в Европе. Примером является сообщение с Гамбургом, Веной, Варшавой, Братиславой, Жилиной, Будапештом, Белградом и другими городами.
Воздушный транспорт: у города Пардубице есть одноимённый международный гражданский аэропорт, построенный в 1995 году, который также используется и в военных целях. Отсюда осуществляются регулярные рейсы в Москву и Санкт-Петербург. В летнее время из аэропорта Пардубиц можно добраться также до Греции, Болгарии, Испании и Турции. Аэропорт прекрасно модернизирован, и здесь ежегодно проходит крупное мероприятие «Авиатическое путешествие».
Автомобильный транспорт: Пардубице также является важным автотранспортным узлом. Шоссе I/37, ведущее в Градец-Кралове, обеспечивает соединение с магистралью до Праги, дорога I/36 ведет в Кутну Гору, Часлав, Литомышл и другие города. В городе часты пробки, поэтому должна быть введена в действие новая транспортная система, которая бы разгрузила движение в городе.
Речной транспорт: в Пардубицах недавно отремонтирован корабль для экскурсий «Арношт» (Эрнест), который осуществляет туры по реке Эльбе в близлежащие населенные пункты Срноеды и Кунетице, а также функционирует, как общественный транспорт.

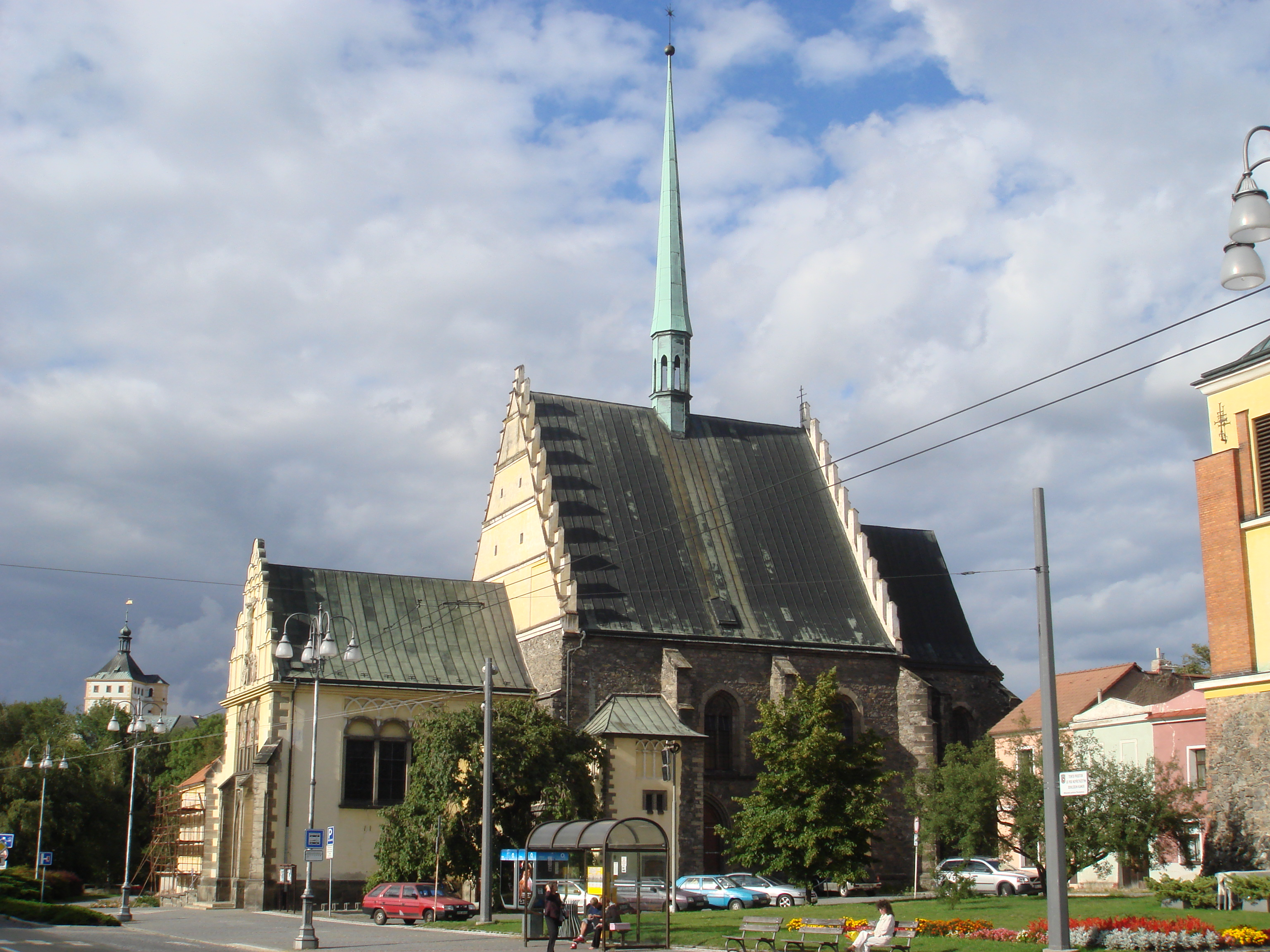
Костёл Святого Варфоломея

## Высшее образование
Пардубицкий университет продолжает почти семидесятилетнюю традицию высшего образования в Пардубицком крае. Химический колледж (позже известный как Институт химической технологии) был основан в 1950 году для удовлетворения потребностей региона Восточная Богемия, где была высокоразвитая химическая промышленность, предоставляющая широкие возможности для исследований в этой области. Характер института заметно изменился после 1990 года: были открыты новые факультеты, предлагающие широкий спектр учебных программ, не только связанных с химией. Название - Пардубицкий университет - используется с 1994 года, что отражает новый характер учебного заведения.

## Культурныe памятники
Пардубице обладает многочисленными архитектурными памятниками (преимущественно XVI века) и имеет статус города-заповедника. Выдающимся объектом и доминантой Пардубиц являются Зеленые ворота, оставшиеся от городских укреплений. Поблизости находится и прошедший реконструкцию Пардубицкий замок. В городе также много интересных исторических зданий, таких как Каменная вилла, Крематорий, Дом у Белого Коника, дом Вернера, Дом У Йонаша, здание городской ратуши и многие другие. Есть также костёлы, такие как Костел Скорбящей Девы Марии, св. Иоанна Крестителя, св. Варфоломея и другие.
|                   |  |                                       |  |                        |  |                          |
| Пардубицкий замок |  | Мемориальный парк Пардубицкий замечек |  | Пардубицкий крематорий |  | Винтерницовские мельницы |

## Культурныe и общественныe мероприятия
Пардубице славен своими праздниками.
- Пернштынская ночь — городской праздник (июнь),
- Фестиваль смеха — театральный фестиваль (февраль),
- Камерная филармония Пардубице и Barocco sempre giovane — концерты классической музыки,
- Международный музыкальный фестиваль Le Quattro Stagioni,
- Международный фольклорный фестиваль Осенний праздник фольклора (сентябрь)

## Спорт
Хоккей: хоккейный клуб «HC Dynamo Pardubice» (от страховой компании Пардубице), шестикратный победитель чехословацкой и чешской высшей лиги в 1972/1973, 1986/1987, 1988/1989, 2004/2005, 2009/2010, 2011/2012 годах. Клуб располагается на современной площадке «ČEZ Arena». Первый матч состоялся на Матичном озере в 1913 году, а первый клуб под названием «LTC Пардубице» был создан в 1923 году. В 2011 году клуб Пардубиц, как самый первый, прославился в игре экстралиги в матче против команды «Комета Брно» на открытом воздухе. Местная хоккейная команда является одной из самых популярных в Европе и самой популярной в Чехии.
Большой Пардубицкий стиппл-чейз (чеш. Velká Pardubická) — самые тяжелые скачки в Европе и вторые по трудности в мире. Каждую осень с 1874 года они проходят на Ипподроме Пардубиц. Самым знаменитым жокеем считается Йозеф Ваня, который выигрывал эти соревнования несколько раз. Первым победителем Большого Пардубицкого стиппл-чейза стал жеребец Фантом. Трасса скачек составляет 6900 метров и включает в себя 31 препятствие. Лошади проходят её за 10 минут.
Золотой шлем города Пардубице — ежегодные престижные гонки на мотоциклах по ровной дороге (спидвей). Первые гонки состоялись в 1929 году, что позволяет причислить «Золотой шлем» к старейшим гонкам спидвей в мире. Гонки отличаются международным составом участников из Германии, Дании, Нидерландов, Великобритании, США и других.
Mattoni NBL — баскетбольная команда «BK JIP Pardubice», играющая в самых престижных соревнованиях по баскетболу в Чехии, также она принимает участие в соревнованиях за Кубок Европы по баскетболу. Считается одним из самых успешных клубов в Чешской Республике. За Пардубице также играл Йиржи Велсх.
Czech Open — крупнейший шахматный турнир в мире (июль). Кроме шахмат на нём представлены скррэбл, бридж, покер и марьяж. Патронат фестиваля в 2011 году приняли президент республики Вацлав Клаус, гетман Пардубицкого края Радко Мартинек и мэр города Пардубице Штепанка Франькова.
Пардубицкий чемпионат юниоров — престижный молодёжный чемпионат ЧР по теннису среди одиночных игроков. Проводится с 1926 г. на кортах клуба «LTC Pardubice». Среди победителей Иван Лендл, Мартина Навратилова, Петра Квитова, Томаш Бердых и многие другие.

## Население
| Год  | Численность | Численность |
| ---- | ----------- | ----------- |
| 1869 | 13 236      | [ 10 ]      |
| 1880 | 16 281      | [ 10 ]      |
| 1890 | 18 724      | [ 10 ]      |
| 1900 | 25 230      | [ 10 ]      |
| 1910 | 32 029      | [ 10 ]      |
| 1921 | 36 642      | [ 10 ]      |
| 1930 | 28 846      | [ 11 ]      |
| 1950 | 50 211      | [ 10 ]      |
| 1961 | 56 968      | [ 11 ]      |
| 1970 | 71 347      | [ 11 ]      |
| 1980 | 92 486      | [ 10 ]      |
| 1991 | 94 610      | [ 10 ]      |
| 2001 | 90 889      | [ 10 ]      |
| 2014 | 89 432      | [ 12 ]      |
| 2016 | 89 638      | [ 13 ]      |
| 2017 | 90 044      | [ 14 ]      |
| 2018 | 90 335      | [ 15 ]      |
| 2019 | 90 688      | [ 16 ]      |
| 2020 | 91 727      | [ 17 ]      |
| 2021 | 91 755      | [ 18 ]      |
| 2022 | 88 520      | [ 19 ]      |
| 2023 | 92 149      | [ 20 ]      |
| 2024 | 92 362      | [ 5 ]       |

## Города-побратимы
- Белхатув, Польша (2013)[21]
- Варегем, Бельгия (2008)[22]
- Восточный Лотиан, Великобритания[23]
- Высоке Татры, Словакия (2004)[24]
- Голеган, Португалия[25]
- Дутинхем, Нидерланды (сентябрь 1992)[26]
- Зельб, Германия (октябрь 1991)[27]
- Мерано, Италия (2000)[28]
- Перник, Болгария (2008)[29][30]
- Розиньяно-Мариттимо, Италия (1965)[31]
- Сежана, Словения[32]
- Херес-де-ла-Фронтера, Испания[33]
- Чанаккале, Турция (11 августа 2012)[34]
- Шеллефтео[вд], Швеция (апрель 1968)[35]
- Шёнебек, Германия (1993)[36]

- Житомир, Украина (31 мая 2022)[37]